# Gyrophaena compacta
Gyrophaena compacta är en skalbaggsart som beskrevs av Thomas Casey 1906. Gyrophaena compacta ingår i släktet Gyrophaena och familjen kortvingar. Inga underarter finns listade i Catalogue of Life.